# Тукан панамський
Тукан панамський (Selenidera spectabilis) — вид дятлоподібних птахів родини туканових (Ramphastidae).

## Поширення
Вид поширений на півдні Гондурасу, в Нікарагуа, Коста-Риці, Панамі, на заході Колумбії та північному заході Еквадору. Мешкає у пологах вологого лісу на висоті від 300 до 1500 м над рівнем моря та в прилеглих лісистих районах.

## Опис
Птах завдовжки від 36 до 38 см і вагою 220 г. У самця спина і крила яскраво-оливково-зелені; голова і нижня частина тіла чорні, з двома жовтими вушними пучками, великими жовтими пучками на боках, коричневими стегнами та червоною інфракаудальною областю. Має чорні первинні пера та синювато-сірий хвіст. Райдужна оболонка насичено червоного кольору. Шкіра обличчя жовтувато-зеленого кольору, стає бірюзово-блакитною над оком і жовтувато-помаранчевою під оком. Дзьоб сірий, завдовжки від 76 до 102 мм. Ноги блакитно-сірі. У самиці темно-бордові верх голови, потилиця та шия, та немає жовтих пучків на вухах.

## Спосіб життя
Трапляється парами або сімейними групами до чотирьох особин протягом сезону розмноження. Поза періоду розмноження зграї трохи більші і можуть містити до восьми птахів. Харчується плодами і насінням. Також споживає комах, інших безхребетних і деяких дрібних хребетних. Кладка містить два-чотири яйця.